# Дитина місії
«Дитина місії» (англ. Mission Child)  — роман американської письменниці Морін Ф. Макг'ю написаний у 1998 році.
Протягом кількох поколінь планета-колонія втратила будь-який зв'язок з людською цивілізацією та стала жертвою технологічного регресу. Головною героїнею є дівчина Джанна, яка досліджує свій гендер.
Номінації: Премія «Неб'юла» за найкращий роман, Премія «Локус» за найкращий науково-фантастичний роман.